# Église Saint-Denis de Poix-de-Picardie
L'église Saint-Denis est une église catholique située à Poix-de-Picardie, dans le département de la Somme et la région Hauts de France, en France .

## Localisation
L'église paroissiale de Poix-de-Picardie est assise pittoresquement sur un monticule, le Montcille (Ainsi nommé - parait-il - parce qu'il était situé à l'emplacement d'un temple dédié à Mercure, ce dernier étant né sur le mont Cyllène) dominant la ville qu'elle semble protéger. On y accède par la rue Porte-Boiteux, par une rampe et des marches aboutissant à l'ancien château, dont la chapelle est devenue l'église du prieuré Saint-Denis.

## Histoire
Le prieuré Saint-Denis de Poix fut fondé, au début du XIIe siècle, par Gauthier Tyrel III ; ce prieuré dépendant de l'abbaye Saint-Quentin de Beauvais,.
En 1346, trois jours avant la bataille de Crécy, Édouard III d'Angleterre brûla la ville et l'église.
En 1358, les Jacques occupèrent une partie du château et l'incendièrent.
Reconstruites, la ville et l'église sont à nouveau brûlées en 1472 par Charles le Téméraire.
L'église actuelle est reconstruite, dans la "baille" du château des princes de Poix, selon les plans de Jean Valon, architecte, à la demande de Jean VII de Créquy, prince de Poix, mort vers 1547, et de Jossine de Soissons-Moreuil, son épouse, dame de Poix. Les travaux sont poursuivis par leur fils, Jean VIII de Créquy.
Seule la base du clocher du XIIe siècle et le pan de mur servant de contrefort qui lui fait suite, paraissent avoir subsisté de l'édifice précédent  (des fouilles menées dans les années 1970 ont permis de mettre au jour des structures appartenant à l'église antérieure).
Commencés en 1538, le chœur et le transept du nouvel édifice sont terminés en 1540, comme l'indique une inscription gravée dans le chœur.
L'édifice a alors la triple fonction de lieu de culte pour le prieuré Saint-Denis, fondé par les seigneurs de Poix dans l'enceinte de leur château, d'église paroissiale pour les habitants du bourg et de chapelle pour les habitants du château .
Le clergé du prieuré Saint Denis occupait un bâtiment édifié le long du flanc sud de l'église et aujourd'hui disparu. Issu de l'abbaye Saint Quentin de Beauvais, ce clergé assurait le culte dans l'église de Poix.
En 1698, la tempête arrache la porte du clocher, puis c'est l'inondation de 1702 par suite d'un orage, et en 1707 l'incendie.
Le 14 septembre 1792, l'église est fermée. Pendant la Terreur, elle est transformée en entrepôt, puis en étable à bœufs.
Le 7 thermidor de l'an X, l'église est rendue au culte sous le vocable de la Sainte-Vierge.
Elle est restaurée au XIXe siècle.
L'édifice est classé au titre des monuments historiques depuis 1910 .
Lors des combats du printemps 1940, l'église de Poix reçoit plusieurs obus. Sont atteints les voûtes de la troisième travée de la nef, celles de l'abside du chœur, le côté est du transept nord et l'ancienne chapelle seigneuriale. Les parties fragilisées de l'édifice sont alors étayées et l'église fermée au culte .
Les travaux de restauration ont pour objectif de restituer, autant que possible, le décor sculpté endommagé, en particulier au niveau des voûtes, dont la plupart des clés pendantes ont pu être récupérées .
L'ancienne chapelle seigneuriale, située à l'angle du transept nord et du chœur, sur lequel elle ouvrait par une croisée en ogive, n'est pas reconstruite.
Entreprise en 1947, la restauration est terminée en 1956 pour le chœur et le transept, en 1962 pour la nef. De nouveaux vitraux sont posés dans le chœur et le transept en 1965, la nef recevant des vitres en verre blanc.

## Architecture et décoration
L'église Saint-Denis est construite en pierre calcaire selon un plan en croix latine sans collatéraux. Elle est de style gothique flamboyant.
La façade a conservé sur le contrefort nord, une statue de saint Denis.

L'escalier menant à l'église.
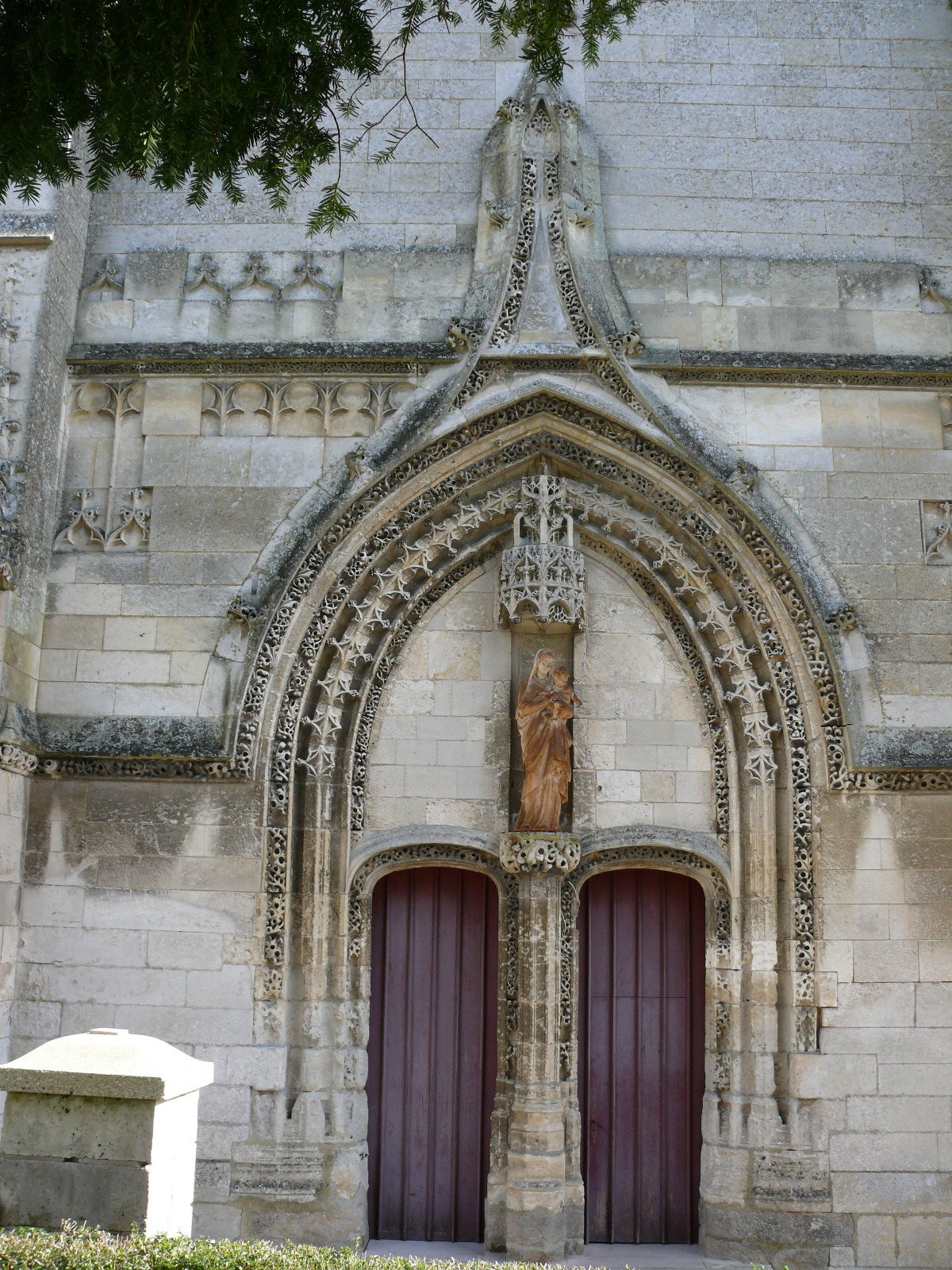
Le portail de l'église.
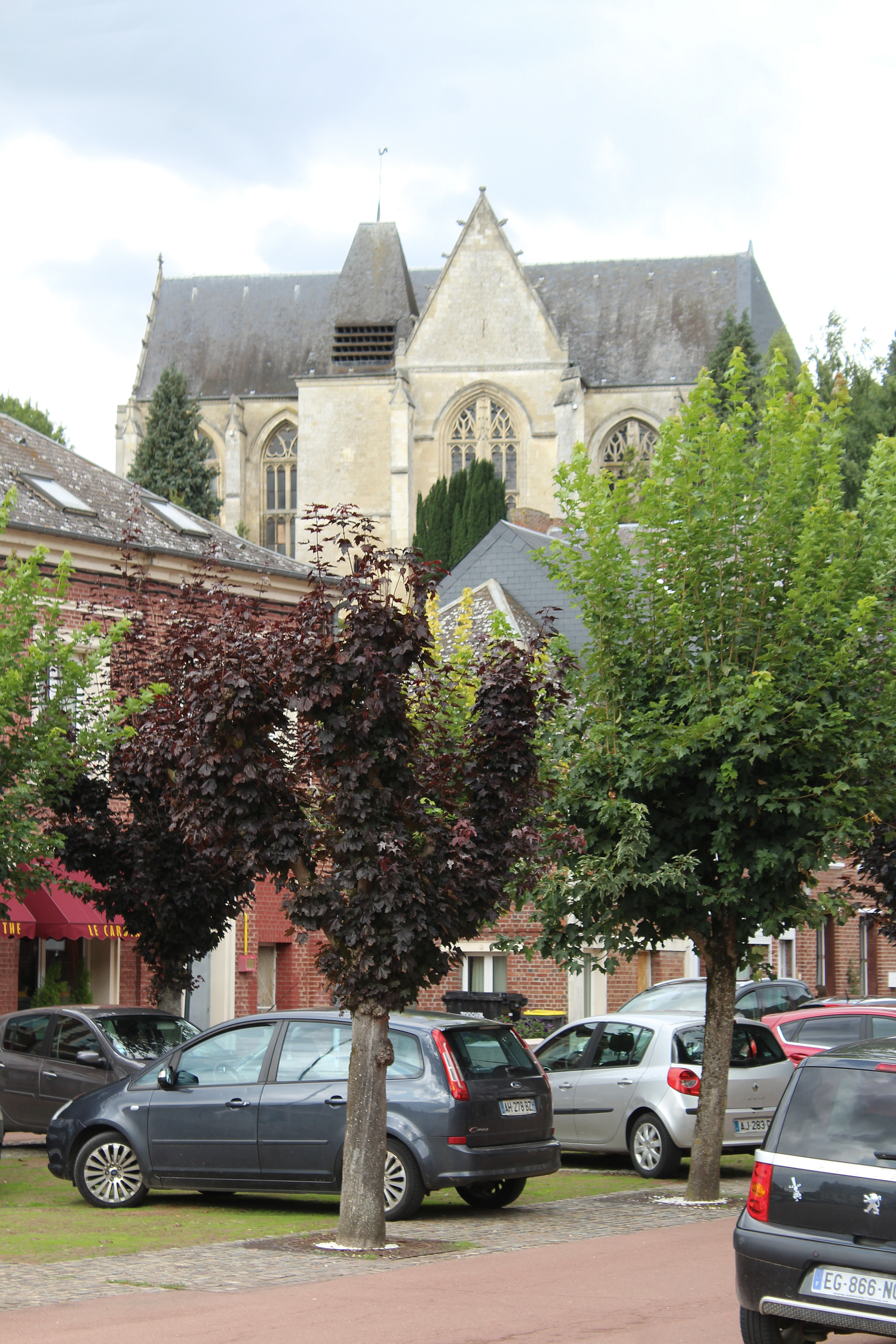
Le clocher et l'église.

### Décoration intérieure
L'intérieur d'une grande luminosité est doté d'une délicate décoration:
- cordon de feuillage qui parcourt l'édifice à la base des fenêtres;
- voûtes à liernes et tiercerons d'une grande légèreté dont les clefs sont décorées de quarante-quatre pendentifs, de plus d'un mètre de saillie.

Les treize pendentifs du chœur, dus à un meilleur ciseau que les autres, sont du milieu du XVIe siècle. Ces clefs de voûte représentaient les mystères de la Trinité, de l'Incarnation (malheureusement disparu) et de la Rédemption sur laquelle aboutissent toutes les nervures de l'abside. Elles sont entourées d'un collier de témoins et d'écrivains (les quatre évangélistes - Matthieu, Marc, Luc et Jean - , saint Paul, saint Pierre et saint André). Saint Jean-Baptiste le précurseur et deux représentations différentes de l'Archange saint Michel complètent cette louange à la gloire de Dieu. Leurs rosaces portent douze blasons de la Maison de Créqui et l'écusson de la Maison de Blanchefort.
- Le Christ de pitié, visible à gauche de l'entrée latérale (façade Sud), a le bras droit brisé.

- Dans les bras du transept, subsistent deux piscines dédiées à saint Michel et à l'Assomption.

- Les vitraux d'origine ont disparu. Les baies du chœur et du transept ont été munies, en novembre 1965, de vitraux modernes.

- L'orgue est un instrument de série Gonzalez installé en mai 1940 [12].

## Pour approfondir